# Stand Up (álbum de Jethro Tull)
| Críticas profissionais | Críticas profissionais |
| Avaliações da crítica  | Avaliações da crítica  |
| Fonte                  | Avaliação              |
| ---------------------- | ---------------------- |
| Allmusic               | 3.5 de 5 estrelas.     |
| Rolling Stone          | Sem avaliação          |

Stand Up  é o segundo álbum de estúdio da banda britânica Jethro Tull. Antes de sua gravação, o guitarrista e co-fundador Mick Abrahams deixou o grupo devido a diferenças musicais com Ian Anderson. Abrahams queria manter o som blues-rock de This Was, enquanto Anderson preferia explorar outros formatos musicais. Stand Up representa o primeiro álbum onde Anderson exerce controle total sobre as músicas e composições.
Stand Up alcançou a primeira colocação entre os mais vendidos na Grã-Bretanha.

## Faixas
Todas as canções por Ian Anderson, exceto "Bourée".
1. "A New Day Yesterday" - 4:10
2. "Jeffrey Goes to Leicester Square" - 2:12
3. "Bourée" (J. S. Bach arr. Jethro Tull) - 3:46
4. "Back to the Family" - 3:48
5. "Look into the Sun" - 4:20
6. "Nothing Is Easy" - 4:25
7. "Fat Man" - 2:52
8. "We Used to Know" - 3:59
9. "Reasons for Waiting" - 4:05
10. "For a Thousand Mothers" - 4:13

## Músicos
- Glenn Cornick: baixo
- Clive Bunker: bateria, percussão
- Martin Lancelot Barre: guitarra, flauta
- Ian Anderson: flauta, órgão Hammond, piano, balalaika, gaita, vocais
- Cordas arranjadas e conduzidas por David Palmer